# Les femmes architectes en Allemagne, 1900-2000
Les femmes architectes en Allemagne, 1900-2000 (Frau Architekt. Over 100 years of women in architecture) est une exposition réalisée par Mary Pepchinski, Christina Budde et Wolfgang Voigtet présentée au Musée allemand de l'architecture en 2017, à Francfort-sur-le-Main.

## Contexte
Dans les années 2010, en Allemagne, les étudiantes sont majoritaires dans les cursus universitaires d'architecture. Elles occupent des postes  d'associées dans des bureaux d'architectes, conseillères d'urbanisme, professeures d'université, présidentes de l'ordre des architectes. Mais cela ne change pas grand chose : l'architecture reste un monde dominé par les hommes.
D'autre part, le DAM a programmé 4 expositions des architectes femmes pour 100 monographies. Avec Frau Architekt, le musée se concentre pour la première fois sur les femmes architectes en Allemagne.

## Description
L'exposition propose un récit alternatif de l'histoire de l'architecture en Allemagne à travers le portrait de 22 femmes architectes ayant exercé leur métier de 1900 aux années 2000. Elle met en lumière les réalisations de ces femmes.
En 1909, les femmes obtiennent le droit de fréquenter les universités techniques allemandes, mais les professeurs ont le droit de les exclure de leur cours jusqu'en 1921. Les écoles d'art, d'artisanat ou de construction n'exigent pas de diplôme d'études secondaires comme prérequis. Cependant, à l'exemple du Bauhaus, ces écoles découragent les étudiantes d’étudier l’architecture.
Ce qui n'empêche pas certaines d'entre elles de construire. En 1907, Emilie Winkelmann, fonde le premier studio d'architecture en Allemagne. En 1911, Therese Mogger achète des terrains à Düsseldorf et y construit des immeubles d'habitation. En 1911, Elisabeth von Knobelsdorff, obtient le diplôme d'ingénieur en architecture à l'école supérieure technique royale de Berlin-Charlottenburg. En 1920, Elisabeth von Knobelsdorff devient la première femme architecte du gouvernement à Potsdam. En 1923, Edith Dinkelmann travaille au service d'urbanisme de la ville de Dessau. En 1924, Hanna Löv est embauchée à la direction générale des postes à Munich. En 1925, Margarete Lihotzky intègre le service de construction et d'urbanisme de Francfort. Elles perdent leur emploi lors de leur mariage. En 1946, le pays est en pleine reconstruction. Il y a un besoin urgent de femmes architectes. Elles sont vite cantonnées à des secteurs dit féminins : crèches, infrastructures sociales ou architecture intérieure. En 1965, Iris Dullin-Grund construit  la Maison de la culture et de l'éducation à Neubrandenburg. En 1990, Ingeborg Kuhler se fait connaître avec le Musée du travail et de la technologie de Mannheim.

## Retentissement
L'exposition Frau Architekt de 2017 marque un tournant et une prise de conscience dans le monde muséal et de la recherche.
En 2020, l'exposition Frau Architekt à Düsseldorf est une coopération entre le Baukultur et le DAM. La partie historique avec le portrait de neuf femmes architectes est issue de l'exposition de 2017. Une seconde partie conçue par le Museum der Baukultur, illustre les inégalités persistantes dans la profession. En 2020, bien que majoritaires dans les écoles, les femmes ne représentent que 31 % de la profession active.
En 2021, l'Institut Goethe à Athènes reprend en partie l'exposition de 2017, avec le portrait de 12 architectes allemandes et 6 architectes grecques dont Alexándra Paschalídou-Moréti, Maríka Zagorisíou, Élli Nikolaḯdi-Vasilikióti, Anastasía Tzákou, Souzána Antonakáki et Réna Sakellarídou.
En 2021, Stéphanie Bouysse-Mesnage, Stéphanie Dadour, Isabelle Grudet, Anne Labroille et Elise Macaire organisent un colloque international sur les dynamiques de genre à l’œuvre dans les mondes professionnels de l’architecture, de l’urbanisme et du paysage en France.

## Architectes présentées
L'exposition fait le portrait des architectes suivantes :
- Victoria zu Bentheim und Steinfurt (1887-1961)
- Emilie Winkelmann (1875-1951)
- Therese Mogger (1875-1956)
- Lilly Reich (1886-1947)
- Marie Frommer (1890-1976)
- Lotte Cohn (1893-1983)
- Marlene Moeschke-Poelzig (1894-1985)
- Margarete Schütte-Lihotzky (1897-2000)
- Lotte Stam-Beese (1903-1988)
- Gerdy Troost (1904-2003)
- Karola Bloch (1905-1994)
- Wera Meyer-Waldeck (1906-1964)
- Lucy Hillebrand (1906-1997)
- Grit Bauer-Revellio (1924-2013)
- Sigrid Kressmann-Zschach (1929-1990)
- Merete Mattern (1930-2007)
- Iris Grund (1933-)
- Gertrud Schille (1940-)
- Verena Dietrich (1941-2004)
- Ingeborg Kuhler (1943-)
- Gesine Weinmiller (1963-)
- Almut Grüntuch-Ernst (1966-)

## Publication
- (en + de) Mary Pepchinski, Frau Architekt: Over 100 years of women in architecture, Wasmuth & Deutsches Architekturmuseum, 2017, 316 p. (ISBN 978-3-8030-0829-9)